# Masato Nakayama
Masato Nakayama (中山 仁斗 Nakayama Masato?), född 6 februari 1992 i Hyōgo prefektur, är en japansk fotbollsspelare.
Nakayama började sin karriär 2014 i Gainare Tottori. Han spelade 54 ligamatcher för klubben. Efter Gainare Tottori spelade han för Renofa Yamaguchi FC, Montedio Yamagata, Júbilo Iwata och Mito HollyHock.